# Erik Viking
Erik Viking (engelsk originaltitel: Erik the Viking) är en brittisk-svensk komedifilm från 1989, skriven och regisserad av Terry Jones. Filmen är inspirerad av Jones barnbok The Saga of Erik the Viking (1982) men har en helt annorlunda handling.
Filmen hade premiär i Sverige 1 september 1989. I USA visades den första gången 22 september och i Storbritannien 29 september 1989.

## Handling
Filmen utspelar sig under vikingatiden och är baserad på nordisk mytologi. Under ett plundringståg inser vikingen Erik (Tim Robbins) att han inte har smak för våldtäkt och plundring och drabbas av samvetskval när en ung oskyldig kvinna dödas. Han bestämmer sig för att göra en resa till Valhall för att vädja till gudarna och få ett slut på det meningslösa våldet. Flera anser våldet lönsamt och gör allt för att hindra Eriks skepp med trofasta, och mindre trofasta, vikingar.

### Rollista (i urval)
- Tim Robbins – Erik
- Mickey Rooney – Eriks farfar
- Eartha Kitt – Freja
- Terry Jones – Kung Arnulf av Atlantis
- Imogen Stubbs – Prinsessan Aud
- John Cleese – Halvdan Svarte
- Jim Broadbent – Ernest Viking
- Tsutomu Sekine – Galärslavdrivaren
- Anthony Sher – Loke
- Gary Cady – Keitel Svärdsmed
- John Gordon Sinclair – Ivar Benlöse

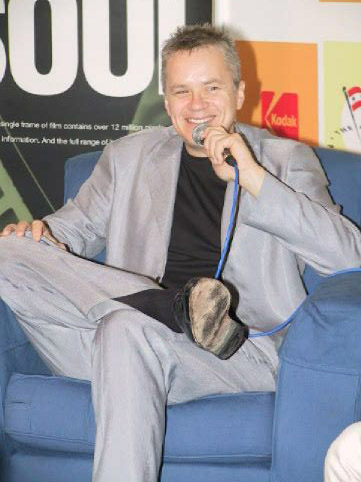
Tim Robbins (foto 2001), filmens "Erik".
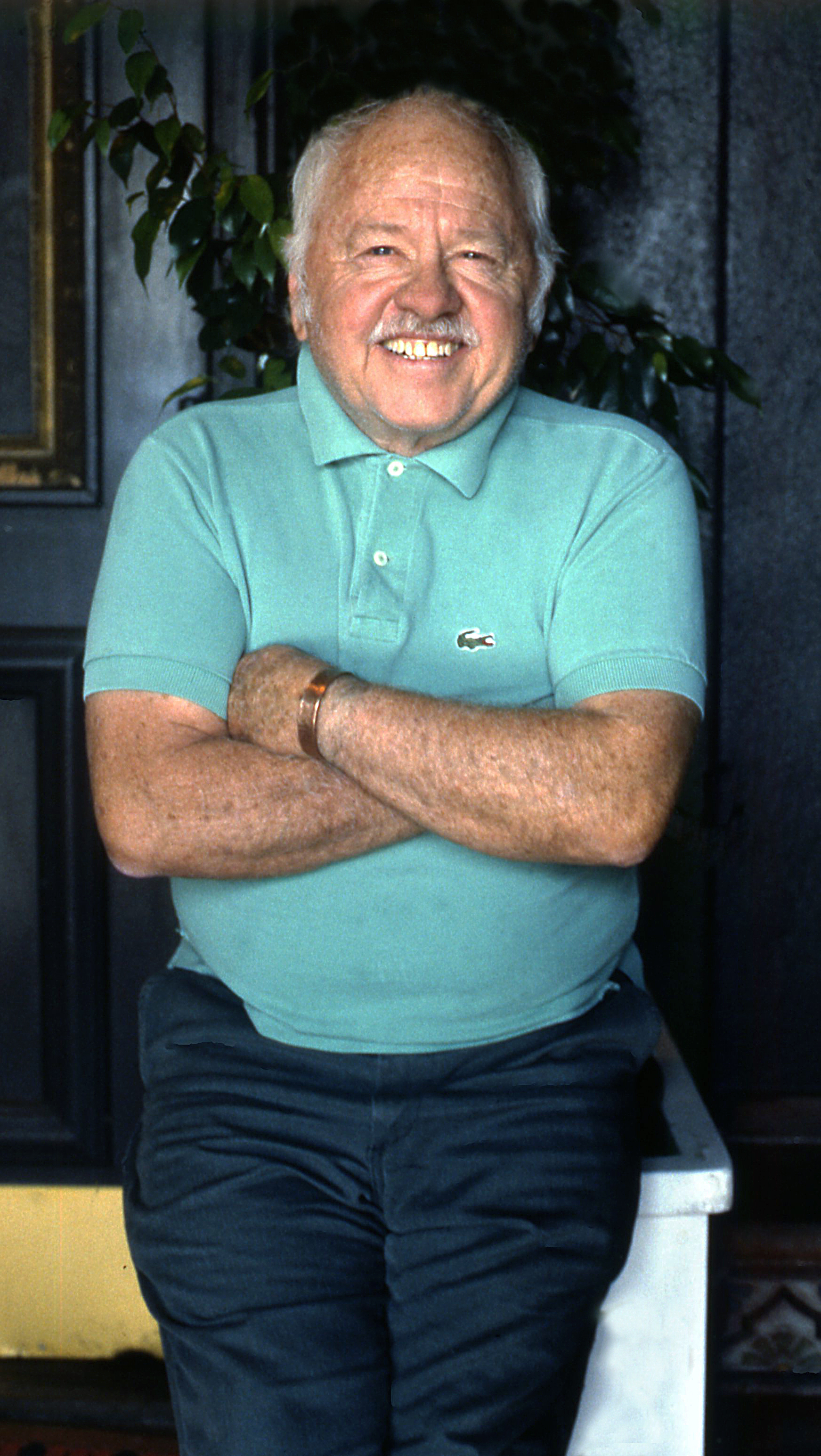
Mickey Rooney (foto 1986), "Eriks farfar".
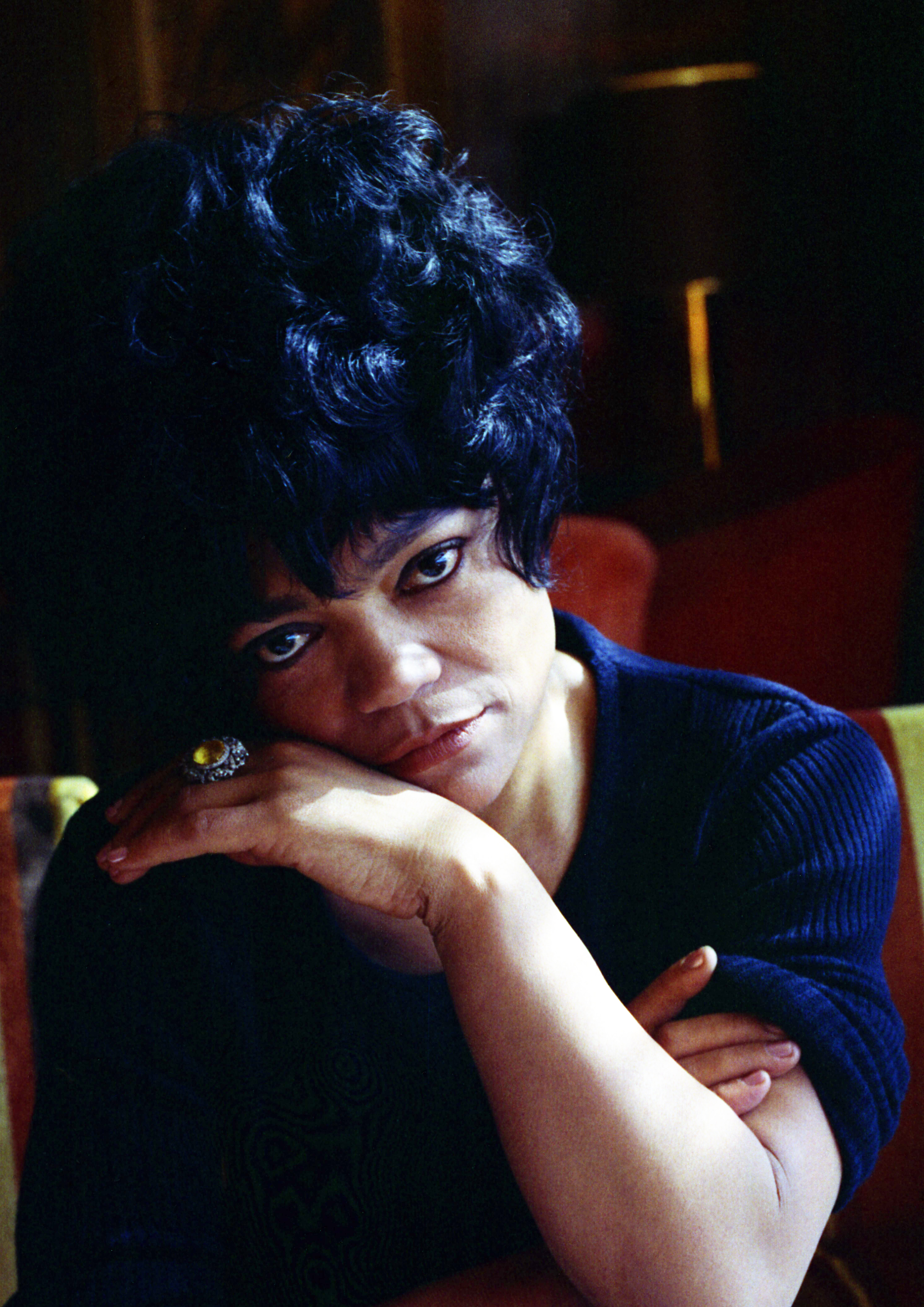
Eartha Kitt (foto 1973), filmens "Freja".
Terry Jones (foto 2007), regissör och "kung Arnulf av Atlantis".
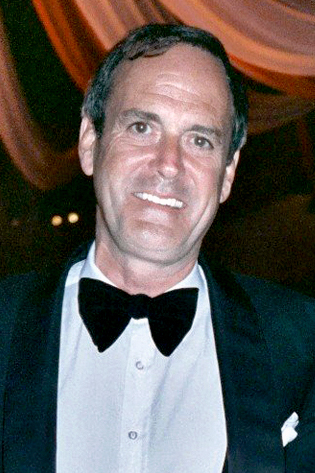
John Cleese, filmens "Halvdan Svarte".

## Produktionen
Filmen är en brittisk-svensk samproduktion, med Svensk Filmindustri som medproducent.
Den ursprungliga amerikanska klippningen av filmen är 100 minuter. Jones var inte nöjd med filmens långsamma tempo och förberedde en version av filmen om 90 minuter för den brittiska marknaden.
2006 fick han möjlighet att klippa om filmen i och med dess DVD-utgivning. Han delegerade själva klipparbetet till sin son Bill som skapade en 75 minuter lång "Director's Son's Cut" med omorganiserade scener, snabbare takt och helt omgjort ljudspår.